# Joseph Alfred Leduc
Pour les articles homonymes, voir Leduc.
Joseph Alfred Leduc (2 août 1868-24 juin 1957) est un marchand, exploitant d'abattois et homme politique fédéral, provincial et municipal du Québec.

## Biographie
Né à Montréal, Joseph Alfred Leduc étudia à l'école Saint-Joseph, au Collège de Montréal et à l'Académie de l'Archevêché de Montréal. Il travaille comme commis avant de devenir maître boucher dans l'entreprise de son père. En 1886, il devient avec son frère propriétaire de l'entreprise familiale. Il fut aussi vice-président de la Montreal Livestock Exchange et président de l'Association des bouchers de Montréal de 1900 à 1905. Il servit également dans le conseil de l'Hôpital Notre-Dame, de l'Hôpital Western et du YMCA de Westmount. Il entame une carrière publique en servant comme échevin dans les conseils municipaux de Saint-Henri de 1894 à 1897 et de 1902 à 1903 et de Sainte-Cunégonde de 1903 à 1905.
Élu député du Parti libéral du Canada dans la circonscription fédérale de Westmount—Saint-Henri en 1917, il ne se représente pas en 1921.
Élu député du Parti libéral du Québec dans la circonscription provinciale de Montréal—Saint-Henri en 1927, il ne se représente pas en 1931. Il fut ministre sans portefeuille dans le cabinet de Louis-Alexandre Taschereau dès 1927.
Ses petits-fils, Guy Leduc et Pierre Laporte, ont respectivement été député et ministre provincial de Taillon et député et ministre de Chambly.